# Loop-switch szekvencia
A loop-switch szekvencia,  avagy for-case paradigma egy programozási antiminta, ahol egy lépéssorozatot egy ciklus belsejében elhelyezett switch valósít meg, mintha nem lenne ismert az egyes lépések sorrendje. A spagetti kód speciális esete.
Ha egy ciklusban switch van, az még nem biztos, hogy antiminta. Csak akkor tekinthető annak, ha a lépések sorrendje ismert. A korrekt megvalósításra példa a kontroll megfordítása, és egy eseménykezelő működtetése. Az eseménykezelő ciklusokban a lépések sorrendje ismeretlen fordítási időben, mivel azokat a felhasználó választja ki. Emiatt a switch valóban szükséges. Lásd: eseményvezérelt programozás, eseménykezelő ciklus, és eseményvezérelt véges állapotú gép.
A kigöngyölített ciklus hiánya okozhat gyengébb performanciát, habár ez nem mindig érződik. Mégsem a performancia gyengítése, hanem a rosszabb olvashatóság a minta legfontosabb következménye. Minden nem triviális példában nehezebb megérteni a programrészletet, annak célját és működését, mint egy szekvenciát tartalmazó ciklust.

## Példa
A következő példa egy megfigyelő interfészt valósít meg:
```
String
 
key
 
=
 
null
;

String
 
value
 
=
 
null
;

List
<
String
>
 
params
 
=
 
null
;

int
 
column
 
=
 
0
;

public
 
void
 
addToken
(
token
)
 
{

    
// parse a key, a value, then three parameters 

    
switch
 
(
column
)
 
{

        
case
 
0
:

            
params
 
=
 
new
 
LinkedList
<
String
>
();

            
key
 
=
 
token
;

            
break
;

        
case
 
1
:

            
value
 
=
 
token
;

            
break
;

        
default
:

            
params
.
add
(
token
);

            
break
;

    
}

    
if
 
(
++
column
 
>=
 
5
)
 
{

        
column
 
=
 
0
;

        
completeRow
(
key
,
 
value
,
 
params
);

    
}

}

```

Az eseménykezelő nélkül ez antiminta:
```
// parse a key, a value, then three parameters 

String
 
key
 
=
 
null
;

String
 
value
 
=
 
null
;

List
<
String
>
 
params
 
=
 
new
 
LinkedList
<
String
>
();

for
 
(
int
 
i
 
=
 
0
;
 
i
 
<
 
5
;
 
i
++
)
 
{

    
switch
 
(
i
)
 
{

        
case
 
0
:

            
key
 
=
 
stream
.
parse
();

            
break
;

        
case
 
1
:

            
value
 
=
 
stream
.
parse
();

            
break
;

        
default
:

            
params
.
add
(
stream
.
parse
());

            
break
;

    
}

}

```

A refraktorált megoldás:
```
// parse a key and value

String
 
key
 
=
 
stream
.
parse
();

String
 
value
 
=
 
stream
.
parse
();

// parse 3 parameters

List
<
String
>
 
params
 
=
 
new
 
LinkedList
<
String
>
();

for
 
(
int
 
i
 
=
 
2
;
 
i
 
<
 
5
;
 
i
++
)
 
{

    
// in practice, that might be written as (i = 0; i < 3; i++),

    
// but for illustration we use the same range of indices here

    
// as in the switch above; the fact that the loop body does

    
// not actually use the value of i proves that the

    
// loop-and-switch construct was superfluous in the example above.

    
params
.
add
(
stream
.
parse
());

}

```

## Fordítás
Ez a szócikk részben vagy egészben  a   Loop-switch sequence című angol Wikipédia-szócikk fordításán alapul.  Az eredeti cikk szerkesztőit annak laptörténete sorolja fel. Ez a jelzés csupán a megfogalmazás eredetét és a szerzői jogokat jelzi, nem szolgál a cikkben szereplő információk forrásmegjelöléseként.